# Moncayo
Moncayo este o arie protejată (arie specială de conservare — SAC, sit de importanță comunitară — SCI) din Spania întinsă pe o suprafață de 9.937,1 ha, integral pe uscat.

## Localizare
Centrul sitului Moncayo este situat la coordonatele 41°44′23″N 1°46′02″W / 41.7397°N 1.76721°V.

## Înființare
Situl Moncayo a fost declarat sit de importanță comunitară în aprilie 1999 pentru a proteja 12 specii de animale. Situl a fost protejat și ca arie specială de conservare în februarie 2021.

## Biodiversitate
Situată în ecoregiunea mediteraneană, aria protejată conține 20 de habitate naturale: Lande oro-mediteraneene cu formațiuni endemice de grozamă, Pajiști uscate europene, Pajiști carstice calcaroase sau bazofile, de Alysso-Sedion albi, Pseudostepă cu ierburi și specii anuale de Thero-Brachypodietea, Pante stâncoase silicioase cu vegetație casmofită, Pajiști alpine și boreale, Păduri de fag acidofile atlantice, cu subarboret de Ilex și, uneori, de asemenea, Taxus, la nivelul arbuștilor (Quercion robori-petraeae sau Ilici-Fagenion), Grohotișuri termofile și vest-mediteraneene, Pajiști oro-iberice cu Festuca indigesta, Pante stâncoase calcaroase cu vegetație casmofită, Pajiști umede mediteraneene cu ierburi înalte de Molinio-Holoschoenion, Păduri de Quercus ilex și Quercus rotundifolia, Formațiuni stabile xerotermofile de Buxus sempervirens pe pante stâncoase (Berberidion p.p.), Formațiuni montane de Cytisus purgans, Galerii de Salix alba și de Populus alba, Matorral arborescenți cu Juniperus spp., Păduri endemice cu Juniperus spp., Pajiști alpine și subalpine calcaroase, Izvoare petrifiante cu formare de travertin (Cratoneurion), Păduri de stejar galițio-portugheze cu Quercus robur și Quercus pyrenaica.
La baza desemnării sitului se află mai multe specii protejate:
- mamifere (7): liliac cârn (Barbastella barbastellus), liliac cu aripi lungi (Miniopterus schreibersii), liliac cu urechi de șoarece (Myotis blythii), liliac cărămiziu (Myotis emarginatus), liliacul mediteranean cu potcoavă (Rhinolophus euryale), liliacul mare cu potcoavă (Rhinolophus ferrumequinum), liliacul mic cu potcoavă (Rhinolophus hipposideros)
- nevertebrate (5): croitorul mare al stejarului (Cerambyx cerdo), fluturele auriu (Euphydryas aurinia), Euplagia quadripunctaria, rădașcă (Lucanus cervus), Rosalia alpina

Pe lângă speciile protejate, pe teritoriul sitului au mai fost identificate 39 de specii de plante, 33 de specii de păsări, 9 specii de amfibieni, 5 specii de mamifere, 3 specii de nevertebrate, 1 specie de pești, 2 specii de reptile.